# روبرت بي. باين
روبرت بي. باين (بالإنجليزية: Robert Payne)‏ هو عالم حيوانات وعالم طيور أمريكي، ولد في 1938.